# Austrálie na Letních olympijských hrách 1988
Austrálii na Letních olympijských hrách v roce 1988 v jihokorejském Soulu reprezentovalo 252 sportovců ve 24 sportech. Ve výpravě bylo 180 mužů a 72 žen.

## Medailisté
| Medaile | Jméno | Sport         | Soutěž                                   |
| ------- | --- | ------------- | ---------------------------------------- |
| Zlato   | Duncan Armstrong | Plavání       | Muži 200 m volný způsob                  |
| Zlato   | Debbie Flintoff-King | Atletika      | Ženy 400 m překážek                      |
| Zlato   | Tracey Belbin Deborah Bowman Sharon Buchanan Lee Capes Michelle Capes Sally Carbon Elsbeth Clement Loretta Dorman Maree Fish Rechelle Hawkesová Lorraine Hillas Kathleen Partridge , Jackie Pereira Sandra Pisoni Kim Small Liane Tooth | Pozemní hokej | Turnaj žen                               |
| Stříbro | Duncan Armstrong | Plavání       | Muži 400 m volný způsob                  |
| Stříbro | Martin Vinnicombe | Cyklistika    | Muži 1 000 m s pevným startem            |
| Stříbro | Dean Woods | Cyklistika    | Muži 4 000 m stíhací závod (jednotlivci) |
| Stříbro | Lisa Martinová-Ondiekiová | Atletika      | Ženy maratonský běh                      |
| Stříbro | Grant Davies | Kanoistika    | Muži K1 1 000 m                          |
| Stříbro | Grahame Cheney | Box           | Muži do 63.5 kg                          |
| Bronz   | Julie McDonald | Plavání       | Ženy 800 m volný způsob                  |
| Bronz   | Elizabeth Smylieová Wendy Turnbullová | Tenis         | Ženy čtyřhra                             |
| Bronz   | Peter Foster Kelvin Graham | Kanoistika    | Muži K2 1 000 m                          |
| Bronz   | Gary Neiwand | Cyklistika    | Muži 1 000 m sprint                      |
| Bronz   | Dean Woods Brett Dutton Steve McGlede Wayne McCarney | Cyklistika    | Družstvo mužů 4 000 m stíhací závod      |